# Monacon ferrierei
Monacon ferrierei är en stekelart som beskrevs av Baltazar 1961. Monacon ferrierei ingår i släktet Monacon och familjen gropglanssteklar.
Artens utbredningsområde är Filippinerna. Inga underarter finns listade i Catalogue of Life.